# EF-455
A EF-457 é uma ferrovia de ligação que interligará Diamantina a Governador Valadares, na EF-262.